# Грейридж (Міссурі)
Грейридж (англ. Grayridge) — переписна місцевість (CDP) в США, в окрузі Стоддард штату Міссурі. Населення — 87 осіб (2020).

## Географія
Грейридж розташований за координатами 36°49′29″ пн. ш. 89°46′55″ зх. д. / 36.82472° пн. ш. 89.78194° зх. д. (36.824711, -89.781927).  За даними Бюро перепису населення США в 2010 році переписна місцевість мала площу 2,64 км², уся площа — суходіл.

## Демографія
Згідно з переписом 2010 року, у переписній місцевості мешкало 127 осіб у 52 домогосподарствах у складі 32 родин. Густота населення становила 48 осіб/км².  Було 70 помешкань (27/км²).
Расовий склад населення:
| - 91,3 % — білих - 7,9 % — чорних або афроамериканців |

До двох чи більше рас належало 0,8 %. Частка іспаномовних становила 0,0 % від усіх жителів.
За віковим діапазоном населення розподілялося таким чином: 17,3 % — особи молодші 18 років, 59,9 % — особи у віці 18—64 років, 22,8 % — особи у віці 65 років та старші. Медіана віку мешканця становила 47,5 року. На 100 осіб жіночої статі у переписній місцевості припадало 108,2 чоловіків;  на 100 жінок у віці від 18 років та старших — 105,9 чоловіків також старших 18 років.
Цивільне працевлаштоване населення становило 49 осіб. Основні галузі зайнятості: сільське господарство, лісництво, риболовля — 32,7 %, освіта, охорона здоров'я та соціальна допомога — 28,6 %, роздрібна торгівля — 12,2 %, будівництво — 12,2 %.